# Río Derwent (Derbyshire)
El río Derwent (del inglés: River Derwent) es un río inglés que corre en su totalidad en el condado de Derbyshire en los Midlands del Este. La longitud del río es de 90 km. El Derwent es un tributario del río Trent, el tercer río más largo del Reino Unido. Su nombre es celta y significa Un Valle de Robles de Espesor.
Después de su fuente a la altitud de 590 metros, en la brezal de Bleaklow en el Parque nacional del Distrito de los Picos, el primer pueblo al lado del Derwent es Hathersage y luego Baslow. La primera villa a su lado es Darley Dale y más tarde Matlock. Después de Matlock, el Derwent atraviesa las villa de Belper y Duffield antes de entrar en su única ciudad, la capital Derby. El río se une al Trent después de Derby, al suroeste de la ciudad de Nottingham.
En sus orillas se encuentran los jardines de Chatsworth, mansión construida por Bess de Hardwick en el siglo XVI.